# アイ湖
アイ湖（オランダ語：IJmeer アイメーア）は、オランダの北ホラント州とフレヴォラント州の間にある湖で、マルケル湖の最南端の湾の部分を指す。
かつてこの湖はゾイデル海の一部であったが、高潮被害防止と干拓事業を目的としたゾイデル海開発の主要事業で、1933年に完成したアフシュライトダイク（大堤防）により淡水湖となったアイセル湖の最南側部分である。2000年にマルケル湖と共にラムサール条約登録地となった。
現在、湖の南側で、アムステルダムの市街地拡張の一環として人工島のアイブルフ（IJburg）が埋立工事中である。この人工島の完成時には18,000軒の住宅に40,000人の居住が計画されているが、2012年の竣工予定は遅れると言われている。

## 隣接する湖
- マルケル湖 ：北側の湖で、明確な境界は存在しない
- ホーイ湖（英語版） ：フレヴォラント干拓地と北ホラント州の間の湖
- アイ湾 ：アイ湖と北海運河の間、アムステルダム市街地付近の水路をアイ湾という

## この湖に面している主な基礎自治体
北ホラント州
- アムステルダム